# NGC 6449
NGC 6449 este o galaxie spirală situată în constelația Dragonul. A fost descoperită în 19 aprilie 1885 de către Lewis A. Swift.